# Bernd Franco Hoffmann
Bernd Franco Hoffmann (* 31. Oktober 1961 in Köln) ist ein deutscher Autor.

## Autorentätigkeit
Bernd Franco Hoffmann hat als Journalist und Redakteur u. a. für den Kölner Stadt-Anzeiger, die Kölnische Rundschau, 11 Freunde und taz sowie für das Rockmagazin eclipsed und den Deutschen Ärzteverlag gearbeitet. Als Quizredakteur arbeitete er u. a. für die Sender RTL, WDR und Kabel 1. Als Buchautor hat er diverse Sachbücher aus den Bereichen Sport, Geschichte und Verkehrswesen verfasst.
Im März 2021 erschien der 1. Teil seiner Romanbiografie "Sex, Drugs & Symphonies oder Die unglaubliche Geschichte von Adrian, Riggbert & Theyler".

## Werke

### Bücher
- Die Rheinische Eisenbahngesellschaft – Geschichte und Gegenwart in faszinierenden Bildern, Sutton-Verlag, Tübingen 2023, ISBN 978-3-96303-463-3
- Sex, Drugs & Symphonies oder Die unglaubliche Geschichte von Adrian, Riggbert & Theyler, Tredition-Verlag, Hamburg 2021, ISBN 978-3-347-20683-0
- Nahverkehr im Bergischen Land. 55 Highlights, Sutton-Verlag, Erfurt 2019, ISBN 978-3-96303-145-8
- Die Köln-Mindener Eisenbahn: Schienenwege durch Rheinland und Ruhrgebiet, Sutton-Verlag, Erfurt 2018, ISBN 978-3-95400-972-5
- 111 Eisenbahnorte im Rheinland, die man gesehen haben muss, Emons-Verlag, Köln 2018, ISBN 978-3-7408-0344-5[1]
- Geboren 1961 – Das Multimedia Buch: Hol dir das Gefühl zurück!, Wartberg Verlag, Gudensberg 2015, ISBN 978-3-8313-2861-1
- Über Wupper, Ruhr und Volme – Die Bergisch-Märkische Eisenbahn, Sutton-Verlag, Erfurt 2015, ISBN 978-3-95926-074-9
- Was auf den Gleisen liegenblieb (E-Book) 2015, ISBN 978-3-95926-074-9
- Stillgelegte Bahnstrecken im Rheinland, Sutton-Verlag, Erfurt 2014, ISBN 978-3-95400-396-9.[2]
- Stillgelegte Bahnstrecken im Bergischen Land, Sutton-Verlag, Erfurt 2013, ISBN 978-3-95400-147-7.[3]
- Die Sülztalbahn – Geschichte und Geschichten der Strecke Köln – Bergisch Gladbach – Rösrath – Untereschbach – Immekeppel – Lindlar, Geschichtsverein Rösrath, Rösrath 2012, ISBN 978-3-922413-65-3
- Aufgewachsen in Köln in den 60er und 70er Jahren, Hol dir das Gefühl zurück!, Wartberg Verlag, Gudensberg 2008, ISBN 978-3-8313-1877-3
- Die legendären WM-Torhüter. Ein Lexikon. Verlag Die Werkstatt, Göttingen 2005, ISBN 3-89533-498-7.
- Das große Lexikon der Bundesligatorhüter. Mehr als 300 Biographien – von den Anfängen bis zur Gegenwart. Schwarzkopf & Schwarzkopf, Berlin 2003, ISBN 3-89602-526-0.
- Das große ABC der FORMEL 1, Schwarzkopf-Verlag, Berlin 2002, ISBN 3-89602-291-1

### Buchbeiträge
- Stillgelegte Trassen und neue Gleise in "Bergische Wege", Geschichtsverein Rösrath 2016, ISBN 978-3-922413-69-1
- Santana in "Rock: Das Gesamtwerk der größten Rock-Acts im Check, Teil 3. Ein Eclipsed-Buch", Sysyphus Verlags GmbH 2016, ISBN 978-3-944957-02-9
- Ein Eisenbahntraum, der niemals endet in "Eine Bahn ins Bergische", Geschichtsverein Rösrath 2010, ISBN 978-3-922413-61-5